# Bahnhof Saneum
Der Bahnhof Saneum ist ein kleinerer Bahnhof in der nordkoreanischen Stadt Pjöngjang und befindet sich im Bezirk Hyŏngjesan-guyŏk. Die Koreanische Staatsbahn führt hier die P’yŏngŭi-Linie und P’yŏngna-Linie hindurch. Die nächstliegenden Bahnhöfe sind Bahnhof Sŏp’o und Bahnhof Kalli.